# Casa-fàbrica Torras i Lleó
La casa-fàbrica Torras i Lleó era un conjunt d'edificis situats als carrers del Carme, 29 i de Jerusalem, 11 del barri del Raval de Barcelona, del qual només es conserva el primer.

## Història

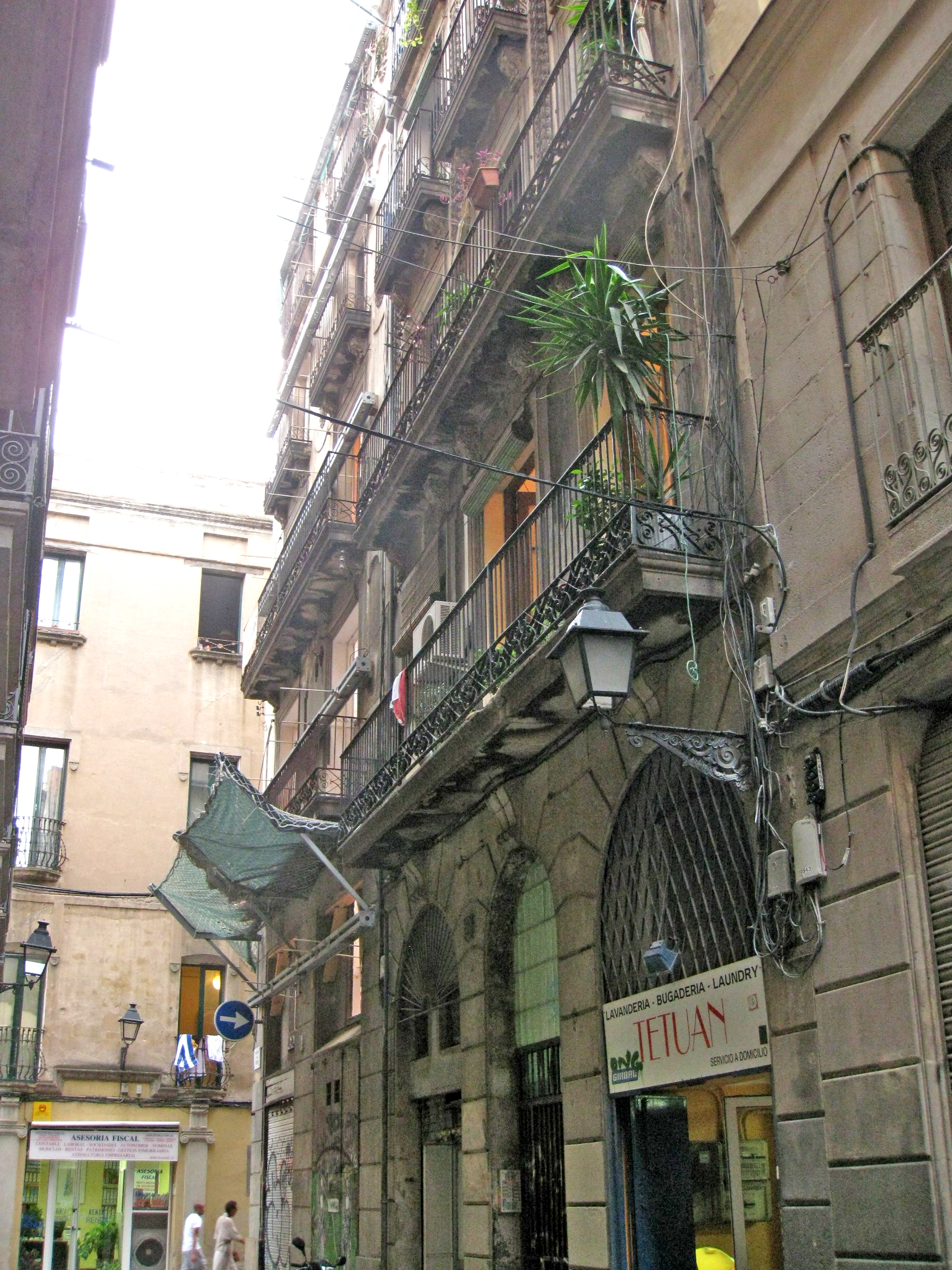
Al fons, l'edifici del carrer de Jerusalem, 11 (enderrocat) amb la porta principal encarada al passatge de la Virreina

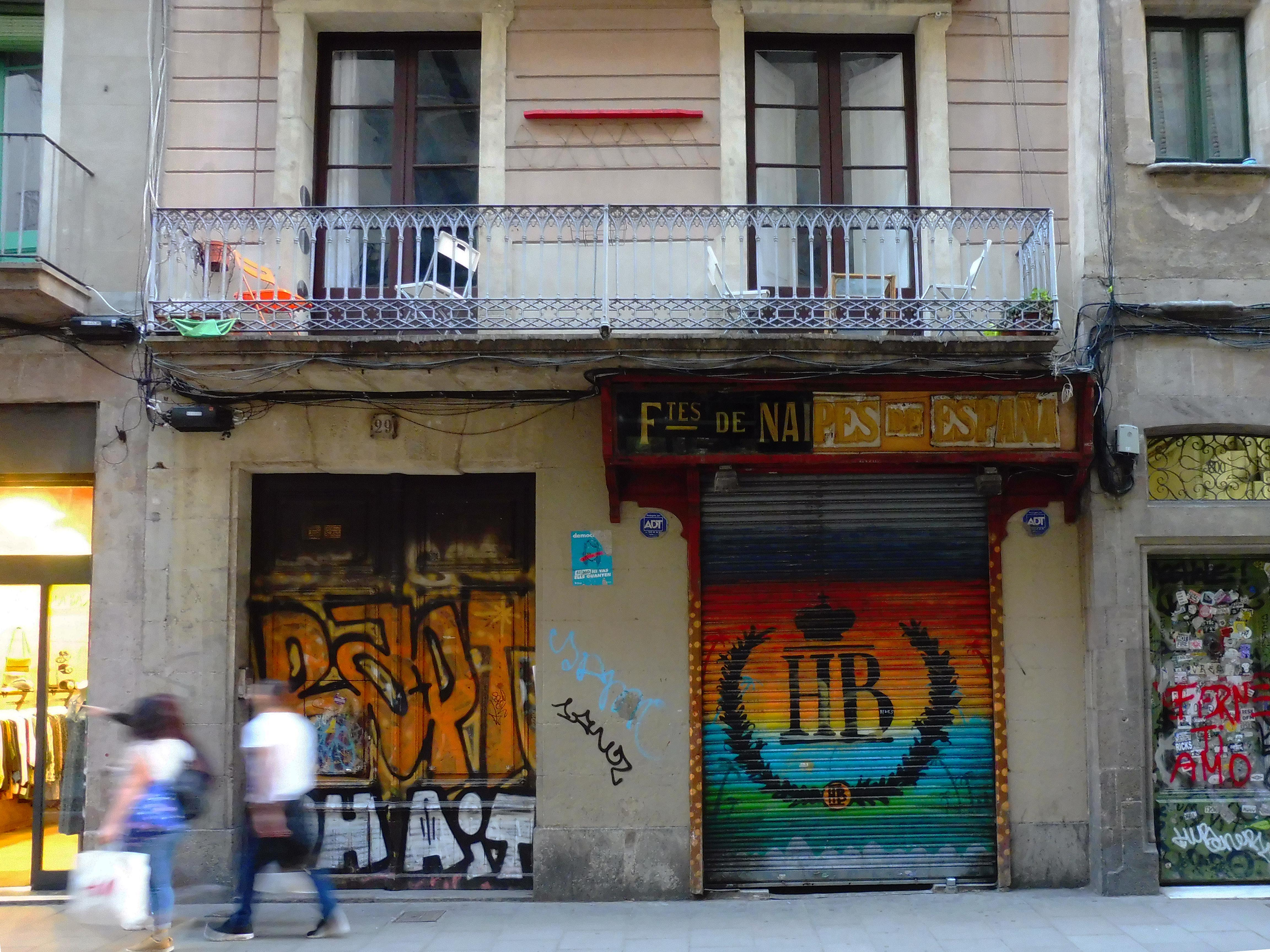
Imatge dels baixos el 2019, amb el rètol «Ftes. de Naipes de España»

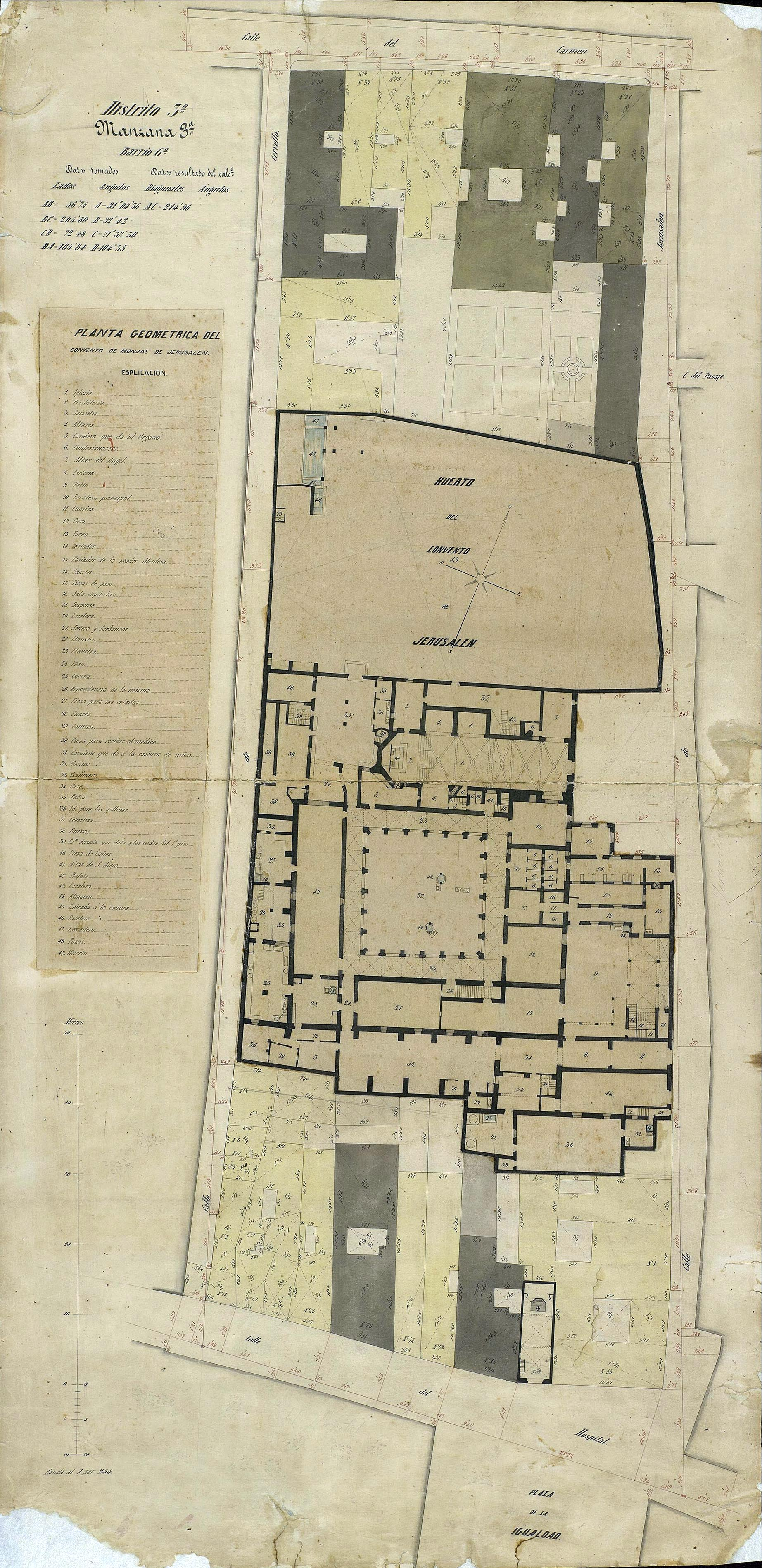
Quarteró núm. 57 de Garriga i Roca (c. 1860)

### Fàbrica d'indianes de Jaume i Pau Alabau
Segons el Cadastre de 1716, la finca pertanyia al prevere Marià Prat. El 1786, el prevere Adjutori Prat va demanar permís per a obrir dues portes a la seva casa del carrer del Carme.
El 1794, el fabricant d'indianes Pau Alabau va demanar permís per a reformar una «quadra» de planta baixa al carrer de Jerusalem, que seria ocupada per la raó social Jaume i Pau Alabau, constituïda el 31 de juliol del 1795 amb un capital de 6.000 lliures.
L'octubre del 1802, els germans Alabau van adquirir la finca en emfiteusi, i poc després, el febrer del 1803, van demanar permís per a remuntar un pis a la «quadra», segons el projecte del mestre de cases Pere Paraleda. Segons Thomson, la fàbrica va fer fallida el 1805, i el 1807 van restituir la propietat al senyor emfitèutic.
El 1827, el prevere Ramon Prat i de Roca va establir novament la finca al teixidor de vels manresà Francesc Sala i Amorós. Casat amb Isabel Basany i Corrons, també de Manresa, van ser pares dels fabricants tèxtils Ignasi, Francesc,
i Antoni Sala i Basany.

### Fàbrica de naips de Francesc Torras i Lleó
El 1844, Francesc Sala va vendre la finca al fabricant de naips Francesc d'Assís Torras i Lleó per 300 lliures, que tot seguit va fer reedificar la casa del carrer del Carme, segons el projecte de l'arquitecte Ramon Molet. L'obra fou encomanada al paleta Pere Caballé, al fuster Joan Roger, al manyà Francesc Costa, al vidrier i estanyer Pere Marsal, i al pintor Anton Pla, i l'any següent va traslladar-hi la producció: «Carmen, 29. Fábrica de naipes de una hoja, por mayor y menor. Expediciones á todos los puntos del reino y del extranjero. Don Francisco Torras y Lleó.»
El 1859, va demanar permís per a remuntar un segon pis a la «quadra» del carrer de Jerusalem. Casat amb Antònia Puig (†1869), va morir el 1860, i el negoci va continuar sota la raó social Fills de Torras i Lleó, que el 1872 va demanar permís per a instal·lar una nova màquina de vapor en substitució de la ja existent.

### Reconversió en habitatges
El 1917, Francesc Torras i Baseda es va associar amb el fabricant de paper Lluís Guarro i Casas, el litògraf valencià Josep Durà, i Ròmul Gavarró, enginyer d'Igualada, per a crear la societat anònima Fabricantes de Naipes de España (absorbida el 1934 per Naipes Heraclio Fournier), i la producció es va traslladar al carrer d'en Robador, 24-26, quedant a la planta baixa de l'edifici del carrer del Carme el magatzem i el despatx. El 1918, va encarregar a l'arquitecte Agustí Domingo i Verdaguer la reconversió de la «quadra» del carrer de Jerusalem en habitatges, segregant-la de la finca. Aquest hi va remuntar un tercer pis i va obrir una nova porta davant del passatge de la Virreina. Finalment, va ser enderrocat cap al 2012 per a construir-hi una nova promoció d'habitatges.